# Туран, Джемиль
Джемиль Туран (род. 1 января 1947 года в Стамбуле) — турецкий футболист, играл на позиции нападающего, в частности за клуб «Фенербахче», а также национальную сборную Турции.
Трёхкратный чемпион Турции, двукратный обладатель кубка и Суперкубка Турции.

## Биография
В профессиональном футболе дебютировал в 1963 году, выступая за команду «Сарыер», в которой провёл пять сезонов. В течение 1968—1972 годов защищал цвета клуба «Истанбулспор».
В 1972 году перешёл в клуб «Фенербахче», за который сыграл восемь сезонов. За это период игрок трижды становился лучшим бомбардиром турецкого футбольного первенства и трижды — его победителем. Завершил профессиональную карьеру футболиста в этой же команде в 1980 году. Входит в десятку лидеров по количеству голов за клуб.
17 января 1969 года дебютировал в официальных матчах в составе национальной сборной Турции против Саудовской Аравии, его команда победила 2:1. 13 декабря 1970 года забил свой первый гол за команду в ворота Албании в рамках отбора на чемпионат Европы 1972 года (победа 2:1). В течение карьеры в национальной команде, которая длилась 11 лет, провёл в её форме 44 матча, забив 19 голов.
После окончания карьеры Туран занимал различные административные должности сначала в «Истанбулспоре», а затем в «Фенербахче». В частности, работал координатором спортивной инфраструктуры «Фенербахче» и директором клубной академии.
3 июля 2011 года он был задержан по подозрению в организации договорных матчей. В конце концов, обвинения оказались ложными и были сняты.

## Достижения

### Командные
- Чемпионат Турции: 1973/74, 1974/75, 1977/78
- Кубок Турции: 1974, 1979
- Суперкубок Турции: 1973, 1975

### Личные
- Футболист года в Турции: 1977
- Лучший бомбардир чемпионата Турции: 1973/74, 1975/76, 1977/78